# Energietransitie in Duitsland

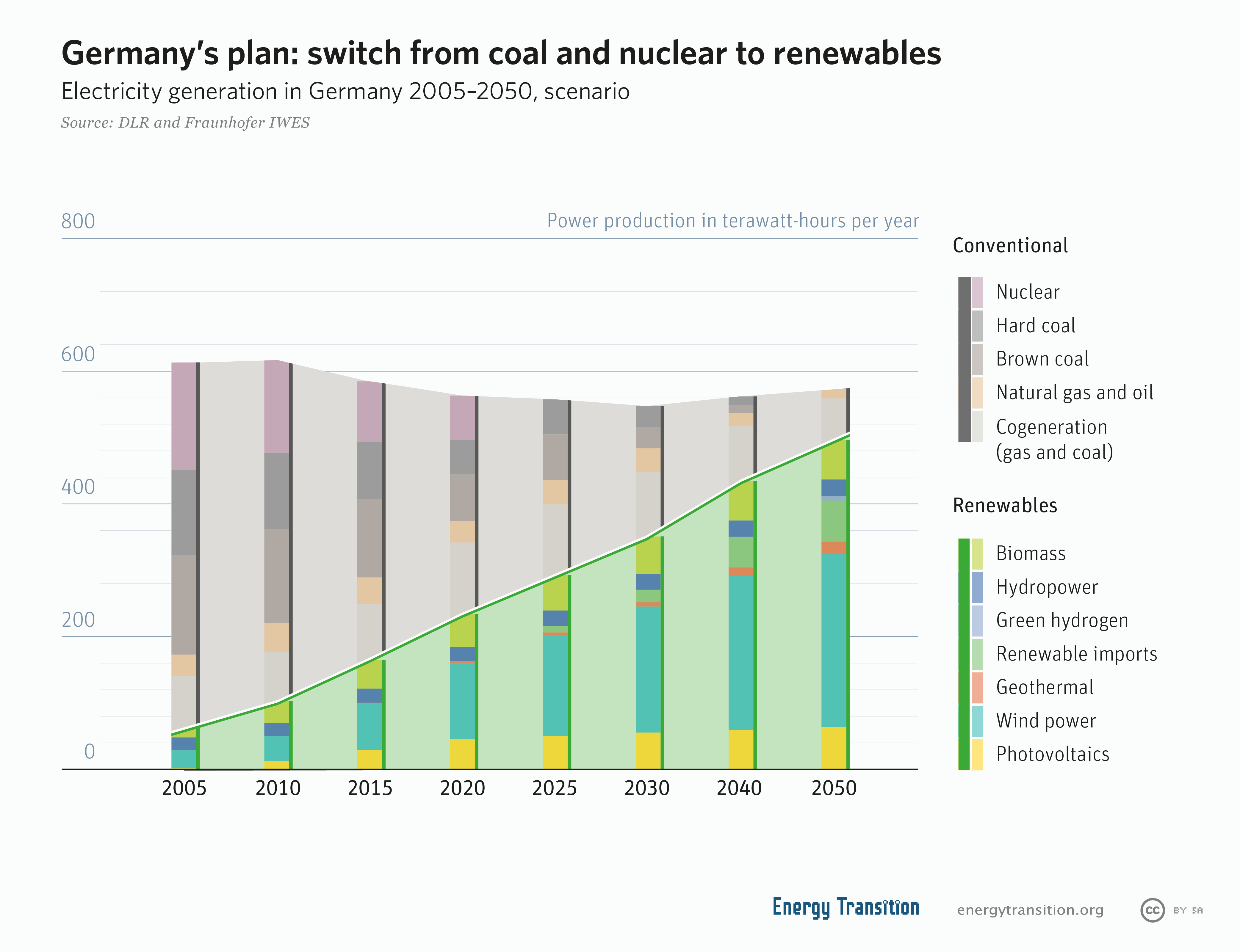
Scenario voor de energietransitie in Duitsland

De energietransitie in Duitsland, ook wel de Energiewende genoemd, is het plan om in Duitsland over te schakelen op betaalbare hernieuwbare energie. Hierbij worden ook alle kerncentrales uiterlijk tegen 2022 buiten dienst gesteld.
Hiermee wil men de uitstoot van CO2 verminderen met 80 tot 95% tegen 2050, in vergelijking met 1990. Men streeft ernaar om tegen 2050 zestig procent van de energie uit hernieuwbare bronnen te halen.
Duitsland investeert jaarlijks anderhalf miljard euro in onderzoek om zo de technische en sociale problemen op te lossen die met deze overgang gepaard gaan.
Door het buiten bedrijf stellen van kerncentrales ligt er een forse opgave om de co2-uitstoot te verminderen. Zo lag de uitstoot van Duitsland per inwoner in 2014 op 8,90 ton. In Frankrijk lag dat op 4.57 ton, juist doordat dit land veel gebruik maakt van kernenergie. 